# Parc Cișmigiu
El Parc de Cișmigiu o jardins Cișmigiu (en romanès: Grădinile Cișmigiu or Parcul Cișmigiu) són un parc públic al centre de Bucarest, Romania, que abasta zones de tots els costats d'un llac artificial. La creació dels jardins va ser un moment important en la història de Bucarest. Formen el parc més antic i, amb 14,6 hectàrees, és també el parc més gran de la zona central de la ciutat.
L'entrada principal és des del bulevard Elisabeta, davant de l'Ajuntament General de Bucarest. Hi ha una altra entrada important al carrer Știrbei Vodă, a prop del palau Crețulescu. El cantó sud-oest del parc és adjacent al prestigiós Col·legi Nacional Gheorghe Lazăr. El parc atrau una mitjana de 5.100 visitants en un dia de cap de setmana.

## Punts de referència
El Rondul Român ("ronda romanesa") o Rotonda Scriitorilor ("rotonda dels escriptors") és un carreró circular que té busts de pedra de dotze escriptors romanesos importants: Mihai Eminescu, Alexandru Odobescu, Titu Maiorescu, Ion Luca Caragiale, George Coșbuc, Ștefan Octavian Iosif, Ion Creangă, Alexandru Vlahuță, Duiliu Zamfirescu, Bogdan Petriceicu Hasdeu, Nicolae Bălcescu i Vasile Alecsandri.
Monumentul Eroilor Francezi ("El monument dels herois francesos") commemora els soldats francesos que van morir lluitant durant la campanya romanesa de la Primera Guerra Mundial. Fet de marbre de Carrara, el monument francès va ser creat per l'escultor romanès Ion Jalea i es va inaugurar el 25 d'octubre de 1922. L'obra escultòrica Izvorul Sissi Stefanidi, va ser creada per Ioan C. Dimitriu Bârlad (1890-1964), i representa una mare, perjudicada per la mort de la seva filla, abocant aigua d'un càntir.
Monumentul Eroilor Americani ("El monument dels herois americans") commemora els 378 soldats nord-americans que van morir a Romania durant la Segona Guerra Mundial. L'escultura de granit és obra de l'artista Remus Botarro ; va ser inaugurat oficialment el 2002 pel govern romanès i l'ambaixada nord-americana a Bucarest.
Altres estàtues situades a Cișmigiu són la del periodista George Panu, esculpida per Gheorghe Horvath, i de l'escriptora i activista pels drets de les dones Maica Smara (1854–1944), esculpida per Mihai Onofrei.

## Història

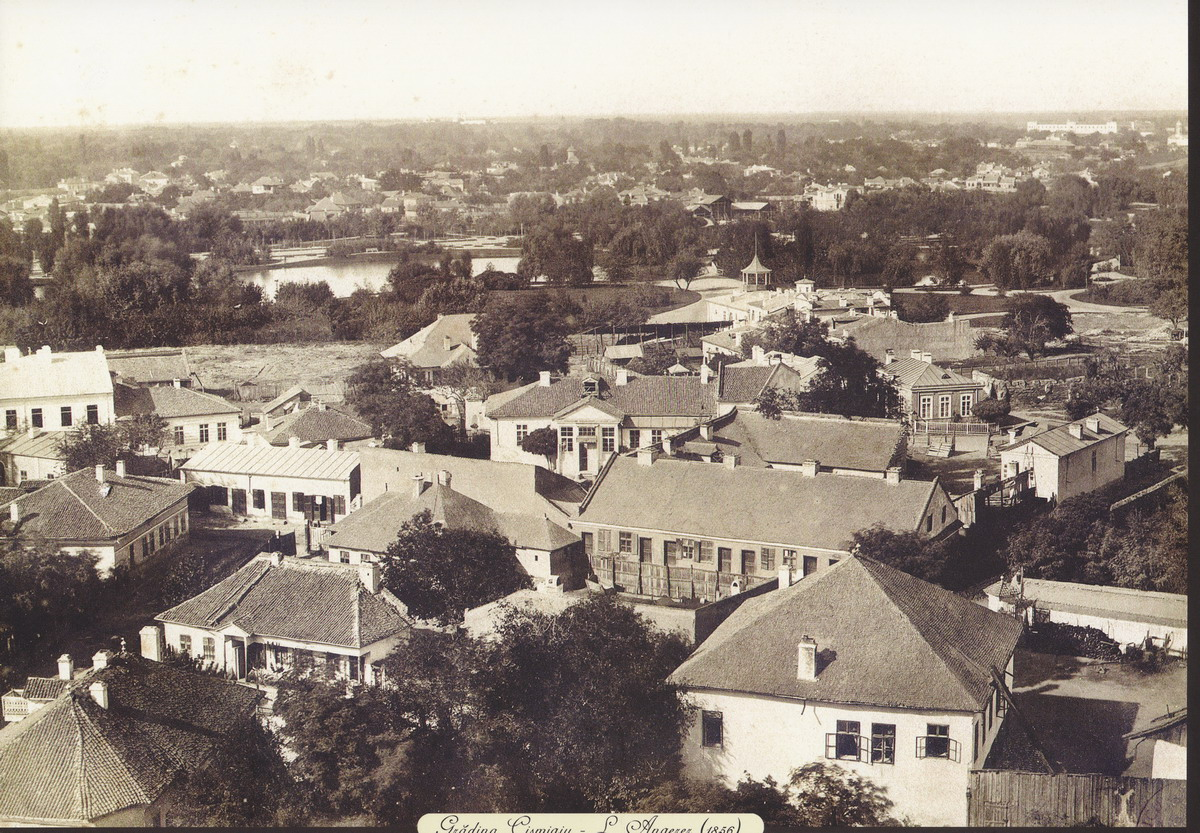
1856, foto presa per Ludwig Angerer

El parc es va construir el 1847, en un moment en què Bucarest era la capital de Valàquia, en un lloc conegut anteriorment com Lacul lui Dura neguțătorul (el "llac de Dura el comerciant"), o simplement com a Dura. La piscina que va substituir va ser un lloc popular per a la pesca des del segle xvii, i estava habitada per colònies de ànecs collverd. Una part dels jardins actuals estava ocupada per una vinya, que es va plantar al voltant d'una font d'aigua: aquesta última havia estat explotada durant l'epidèmia de pesta bubònica del 1795, quan els dos fills del príncep Alexander Mourousis es van refugiar a la zona deshabitada.
La decisió de substituir el llac es va prendre el 1846, durant un període d'administració imperial russa introduït per Regulamentul Organic. Es va basar en una proposta anterior feta pel governador rus Pavel Kiselyov el 1830, i en diverses obres a petita escala es van iniciar per primer cop el 1837. La iniciativa, contrasignada pel príncep Gheorghe Bibescu, formava part d'una sèrie d'obres públiques importants i el pla es remunta al 1844. El 27 de febrer de 1845, la zona va passar a la propietat pública mitjançant un decret príncep.
Al 1843, Bibescu havia demanat a experts en horticultura i planificació que s'unissin a l'esforç per reestructurar els jardins de la ciutat. Com a resultat, dos ciutadans de la Confederació Alemanya, l'horticultor Wilhelm Friedrich Carl Meyer i el seu ajudant, el jardiner Franz Hörer, van arribar a Bucarest, on el seu primer treball va consistir en els arranjaments florals de cada costat de Șoseaua Kiseleff. Havien d'implicar-se en el redisseny de la zona de Dura: Meyer va ser l'encarregat d'establir els nous carrils, de plantar noves espècies florals, així com d'establir un paisatge romàntic amb roques que conduïen al llac. El llac central estava connectat amb el riu Dâmbovița a través d'un canal. Els jardins es van inaugurar el 23 de setembre de 1847, i Meyer va ser nomenat administrador el 1848.
La paraula cișmigiu prové del turc: un Ceșme és una font pública i un cișmigiu (o cișmegiu) solia ser el responsable de construir i mantenir les fonts públiques. El nom va substituir les referències anteriors a Dura i va ser encunyat pel públic perquè, en aquell moment, l'administrador de les fonts de Bucarest vivia al parc, en una casa situada entre el llac central i el barri de Sărindar.
Meyer va continuar desenvolupant Cișmigiu molt després de la seva inauguració oficial: el 1870, l'horticultor va establir un pla per redissenyar els carrils, introduir un aqüífer artesà i crear un quiosc per a una orquestra. També va proposar tenir gòndoles que portessin visitants sobre el llac. El 1851 es van incorporar noves espècies d'arbres: castanyes del comtat de Gorj, nous del comtat de Dâmboviţa i altres plantes de llocs com Viena i Brașov. Al mateix temps, es van reforçar els carrils amb restes de les ruïnes de la zona de Curtea Nouă i Zlătari. Les obres es van acabar malgrat la mort sobtada de Meyer com a conseqüència de la febre tifoide l’agost de 1852.
El parc es va delimitar clarament després que Bucarest es convertís en capital del Regne de Romania: el 1871, el bulevard Academiei es va estendre al seu costat occidental, i, el 1890, sota l'alcalde Pache Protopopescu, es va crear el bulevard Elisabeta al seu costat sud. Durant la dècada de 1860, Bucarest va rebre la visita de l'activista i filòsof socialista Ferdinand Lassalle, que va argumentar que "Cișmigiu supera amb escreix tot el que Alemanya té per oferir".
El 1882, els jardins es van equipar amb il·luminació elèctrica. Set anys després, es va construir l'escola secundària Gheorghe Lazăr a la seva cantonada sud-oest (s'havia d'ampliar durant la dècada de 1930). A finals del segle xix i principis del XX, Cișmigiu es va fer famós per allotjar el restaurant Thierry, custodiat per un francès, i diversos fotògrafs aficionats que feien retrats assequibles. L'edifici situat davant del parc fou assignat a l'Ajuntament durant el règim comunista.
Meyer va ser succeït al seu despatx d'administrador de jardins per altres alemanys: Ulrich Hoffman, Wilhelm Knechtel i Friedrich Rebhuhn. Va ser Rebhuhn qui, després de 1910, va redissenyar moltes parts dels jardins fins al seu aspecte actual.

## A la ficció
Diverses obres literàries fan referència a Cișmigiu, un lloc de trobada tradicional per als bucurestins. Aquests inclouen notables esbossos d'històries d'Ion Luca Caragiale, dos d'ells relacionats amb el personatge col·lectiu Mitică, que ha sobreviscut en referència com a estereotip dels bucurestins. A l'esbós homònim del 1900, el voluble Mitică es refereix notablement al fet que un amic seu ha estat acomiadat del seu lloc de treball, fet que dissimula sarcàsticament com una promoció a “perseguir mosques de Cișmigiu”. En una altra peça d'aquest tipus, titulada 1 Aprilie ("El primer d'abril"), els jardins són l'escenari d'un incident dramàtic que implica la mort d'un altre o del mateix Mitică. Es mostra un personatge anomenat Caracudi, que Caragiale va inventar com a caricatura de periodistes inventius, per elaborar els seus articles sensacionalistes mentre es relaxava a diversos llocs de la ciutat, un dels quals és Cișmigiu.
Una novel·la de Grigore Băjenaru, titulada Cișmigiu et comp., ressegueix esdeveniments de la vida dels estudiants de secundària que passen gran part del temps al parc.
La novel·la "La gran fortuna" (1960), que forma part de la sèrie de trilogia balcànica de l'escriptora anglesa Olivia Manning, té diverses escenes ambientades als jardins.

## Galeria

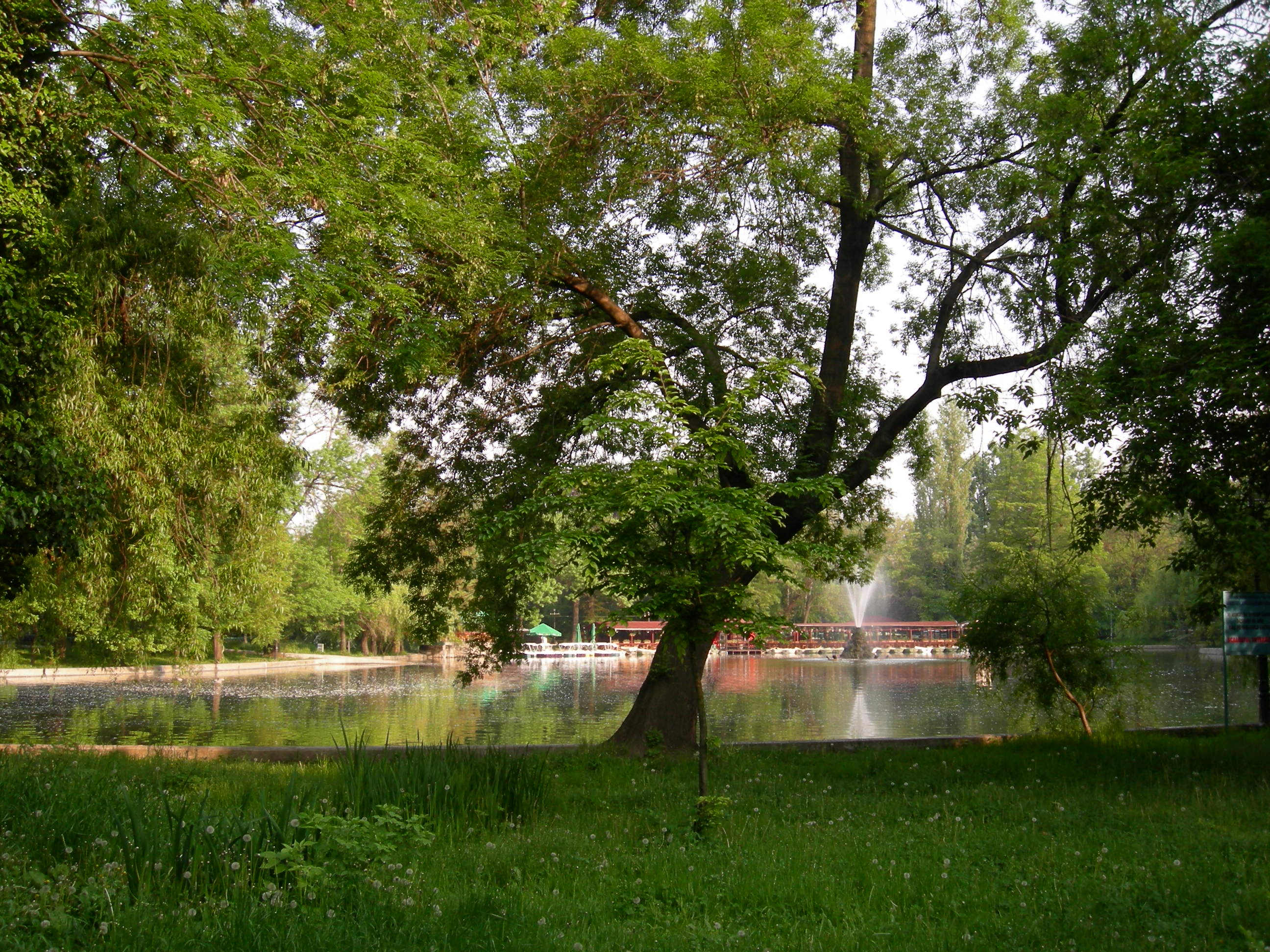
Font a l'estany de Cișmigiu
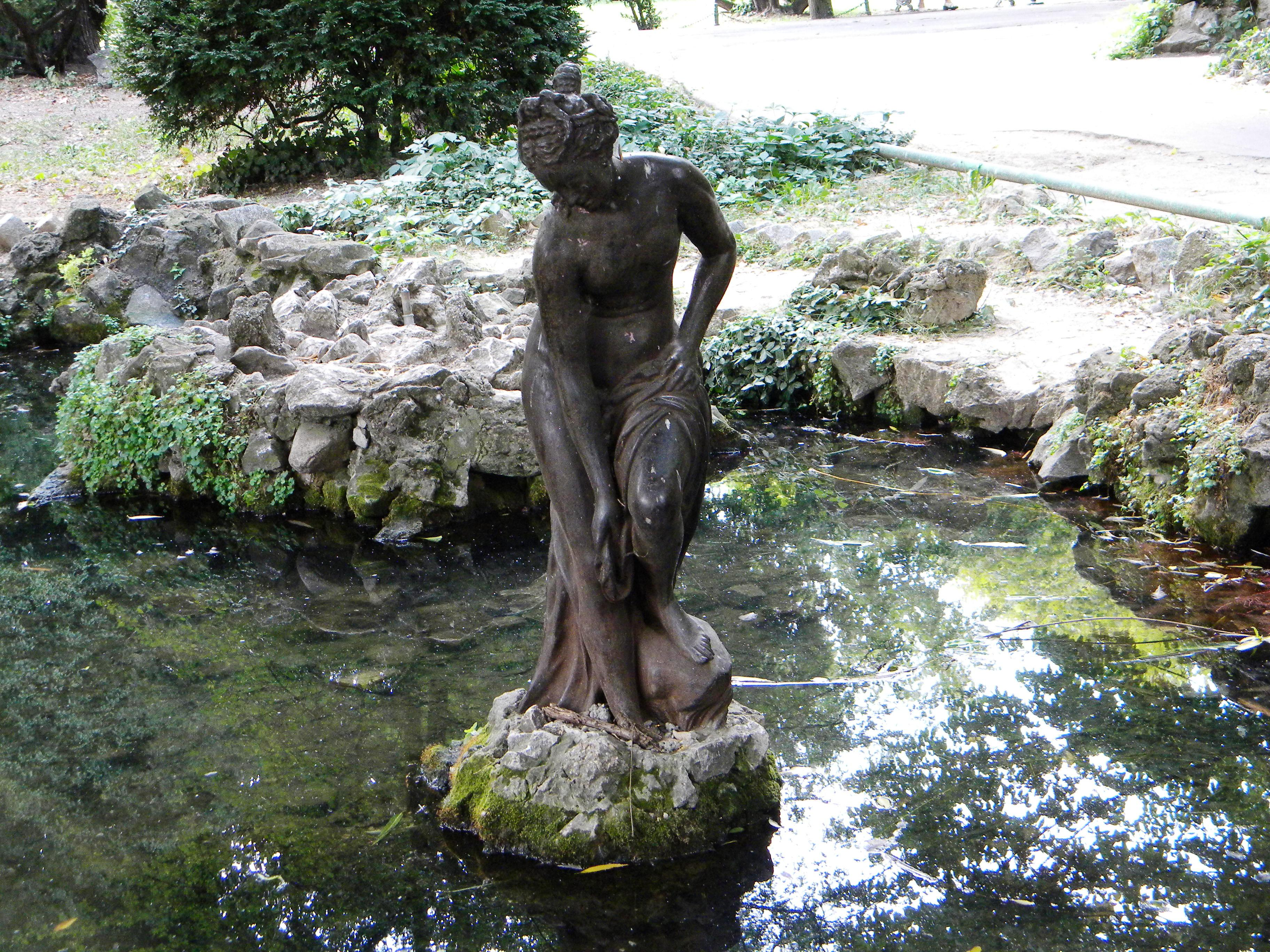
Estàtua
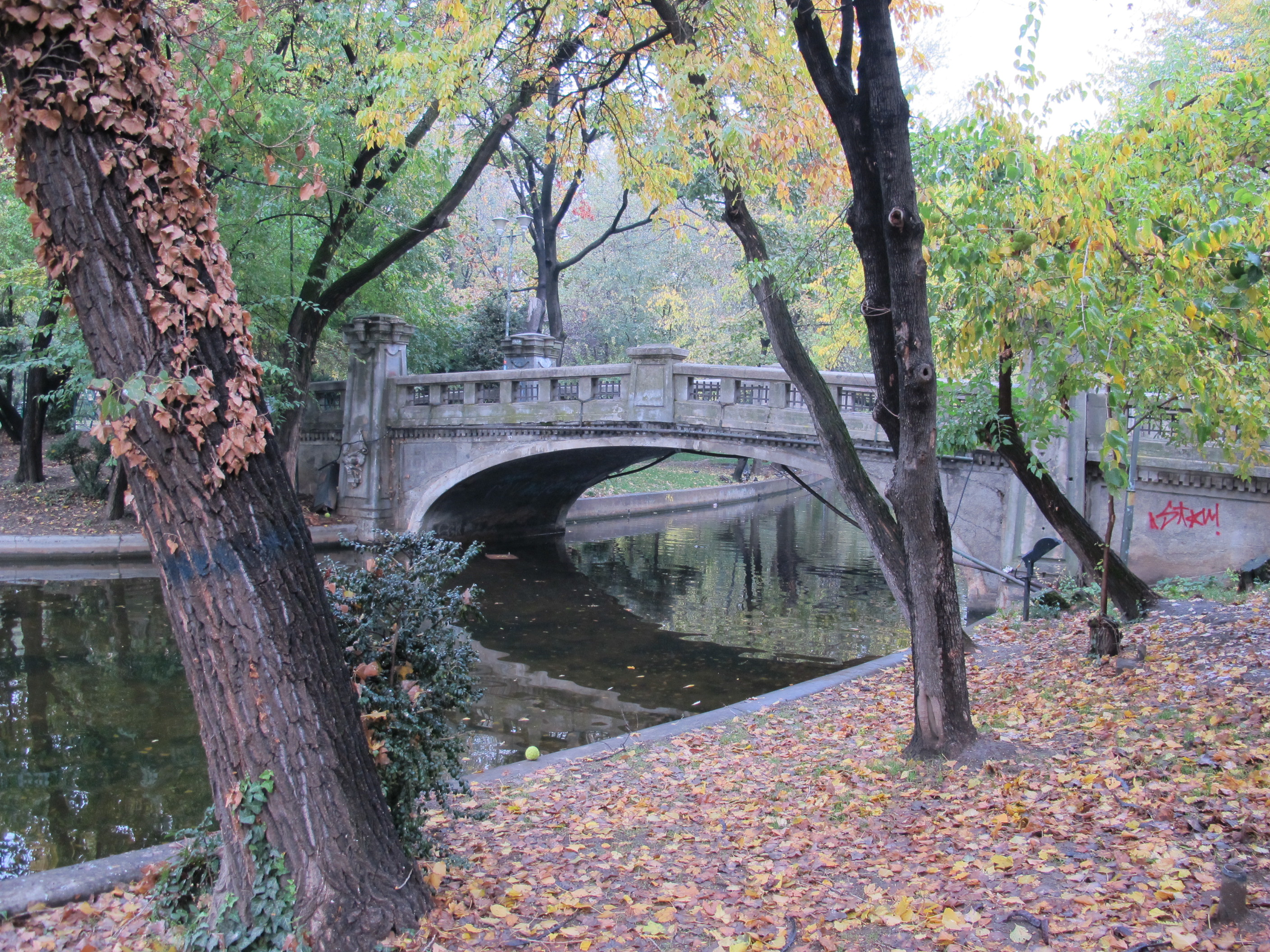
Pont
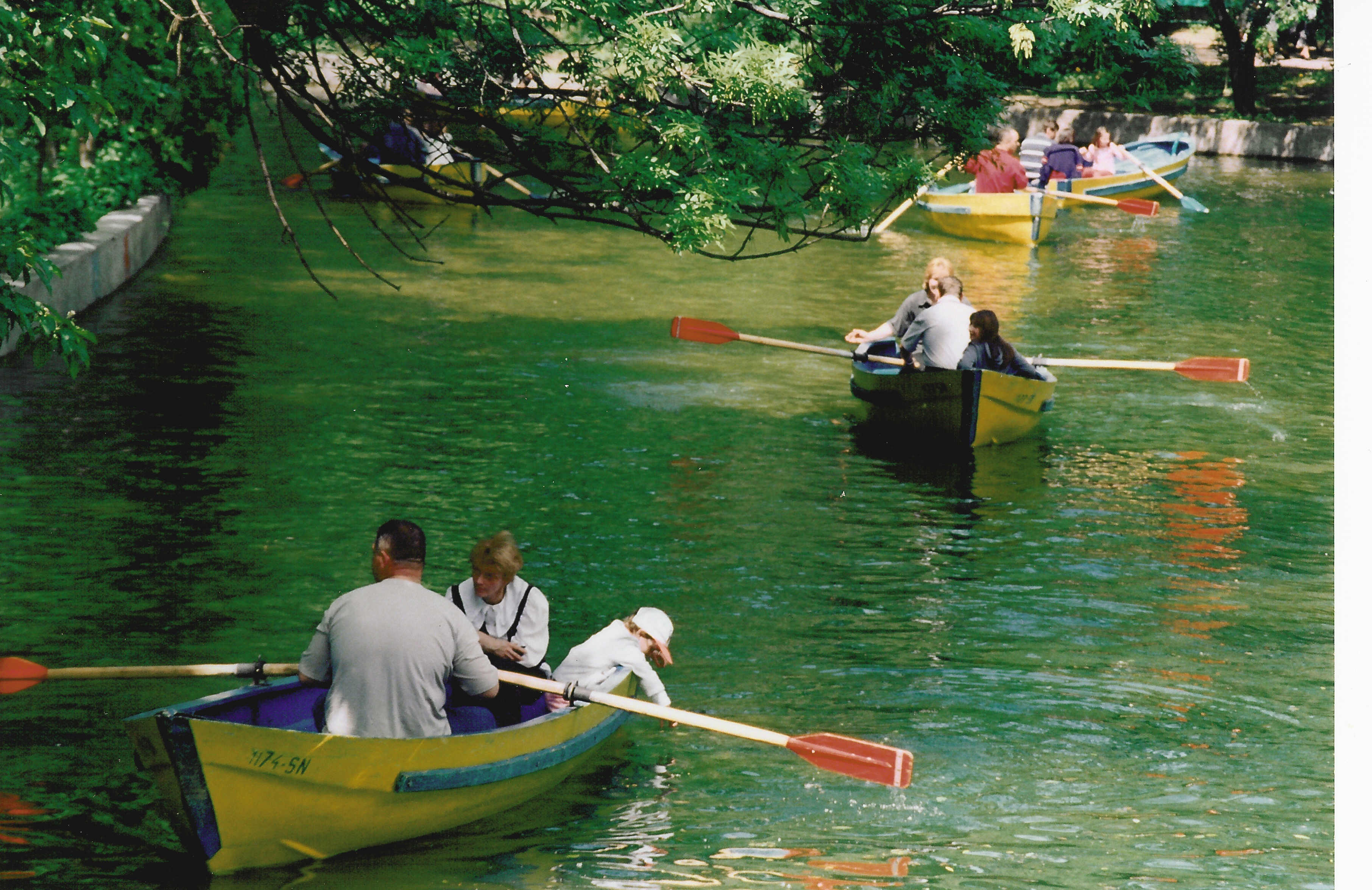
Barques a rem al llac
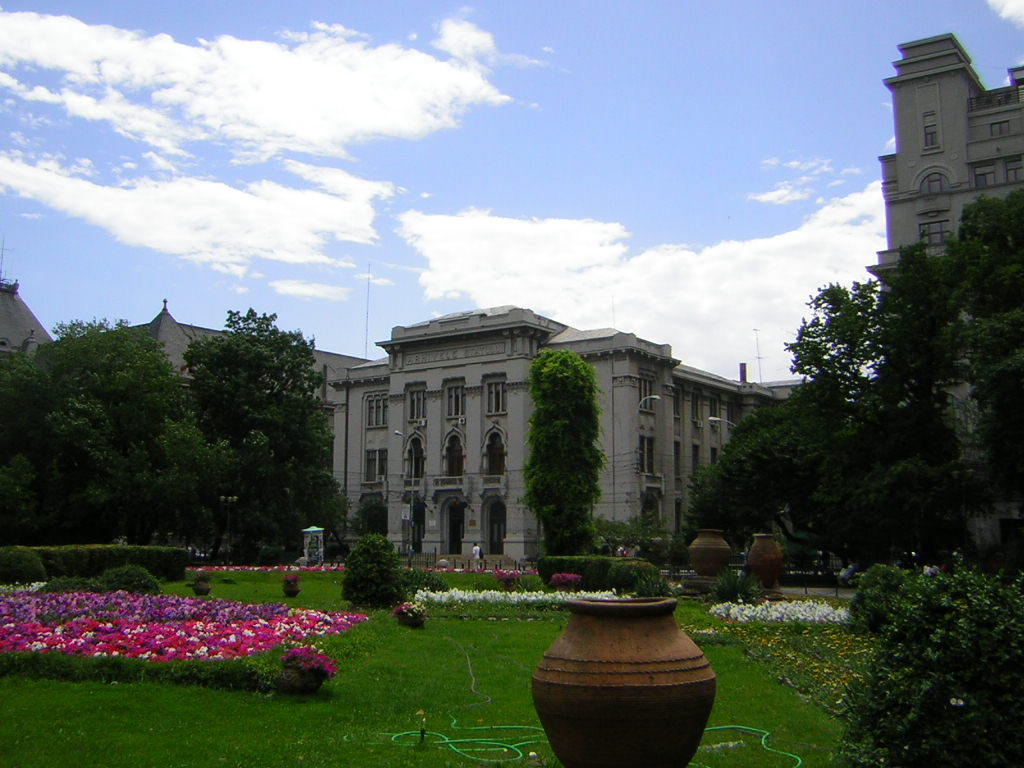
L'entrada principal
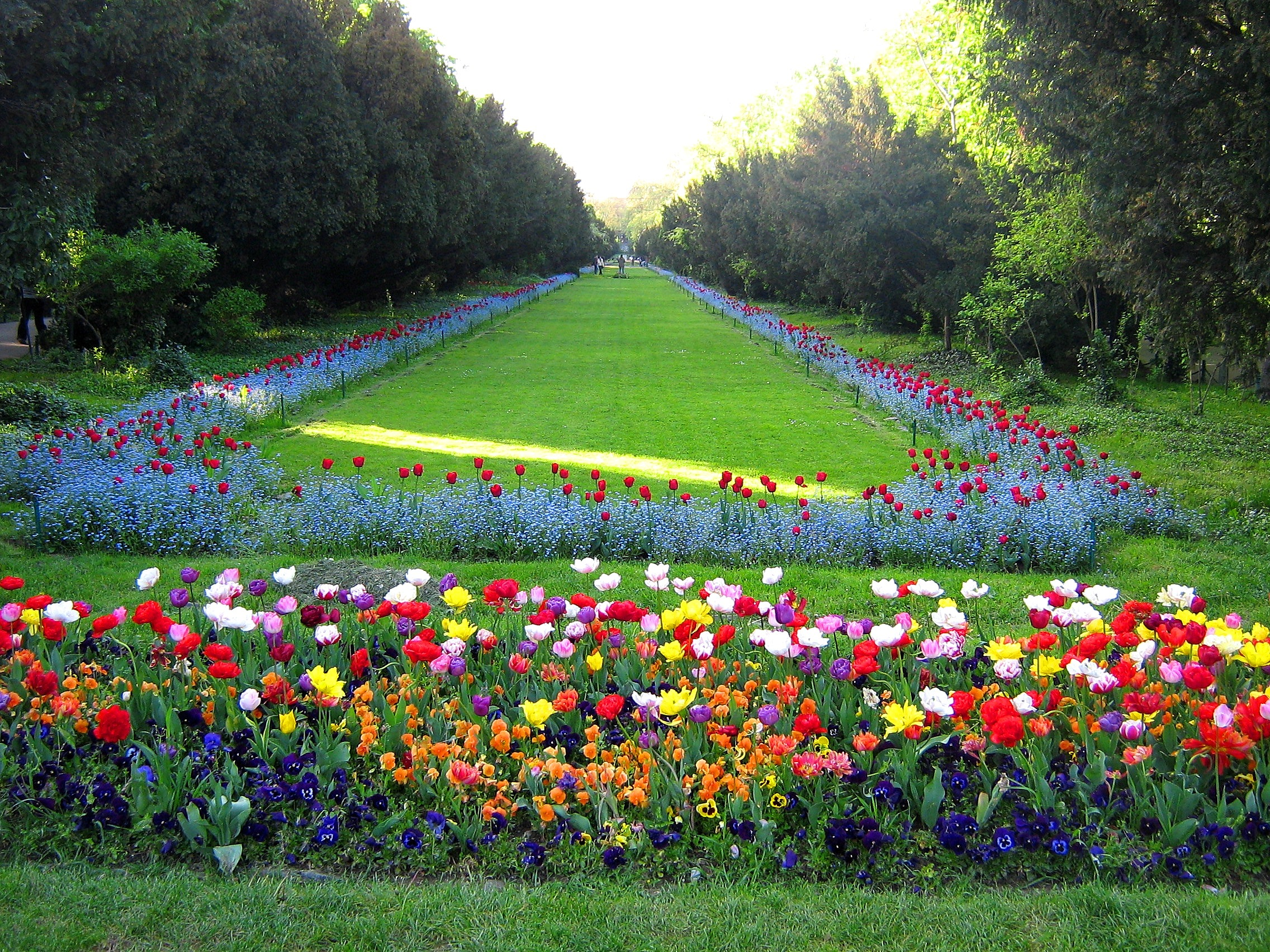
Una catifa de flors
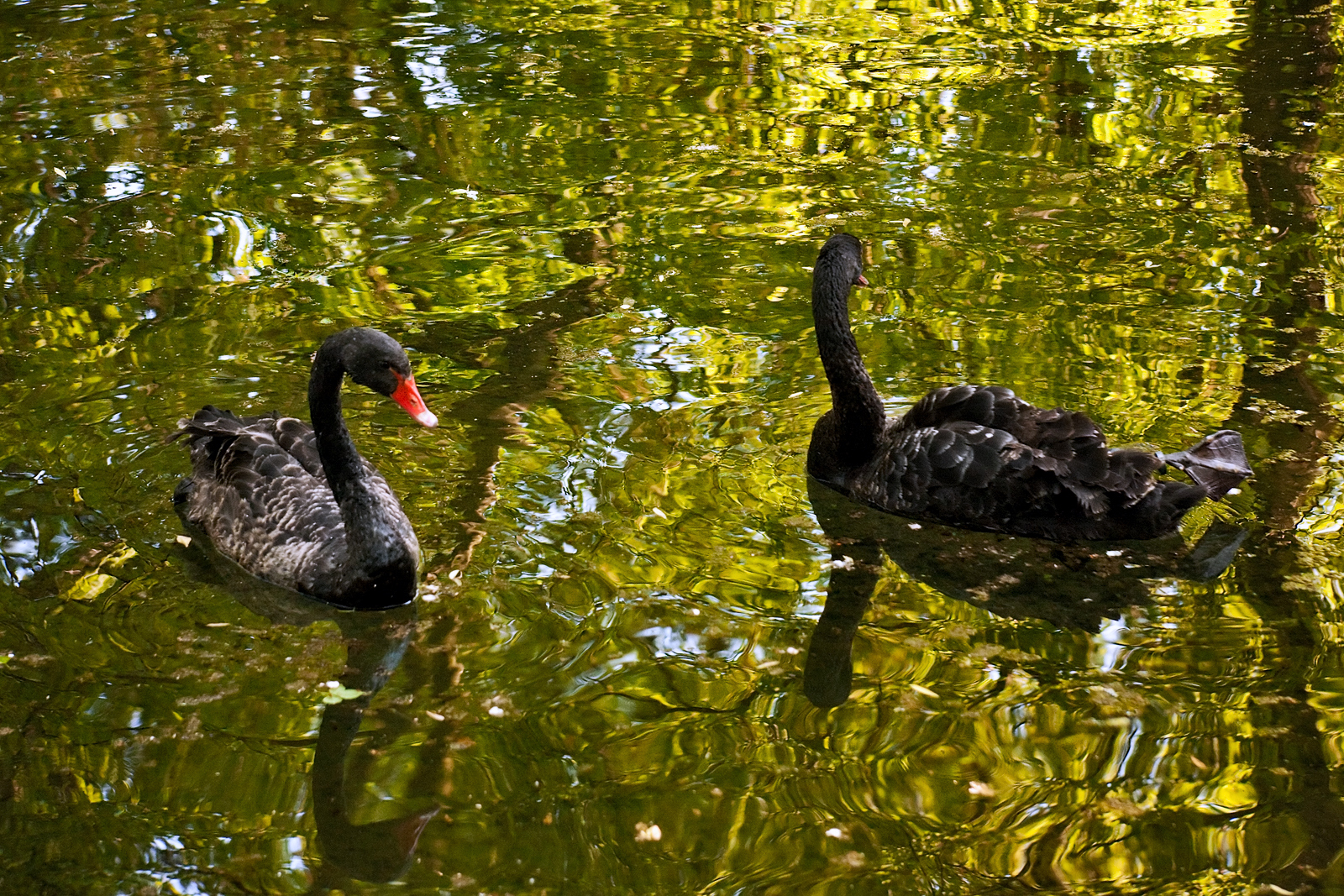
Cignes negres